# Eusandalum cyaneum
Eusandalum cyaneum is een vliesvleugelig insect uit de familie van de Eupelmidae. De wetenschappelijke naam is voor het eerst geldig gepubliceerd in 1896 door William Harris Ashmead als Ratzeburgia cyanea. De soort komt voor in Arizona.